# Сильвестр Критянин
Патриарх Сильве́стр Критя́нин (греч. Πατριάρχης Σιλβέστρος ὁ Κρητικός) — Папа и Патриарх Александрийский и всего Египта (12 апреля 1569 — июль 1590).

## Биография
Выходец с Крита. В его патриаршество положение церкви и христиан в Египте было тяжёлым. После поражение турецкого флота при Лепанто от союзных сил Венеции, Испании и Италии в 1571 году по Египту прокатились антихристианские погромы. Активизировала прозелитическую деятельность Римская Церковь, распространяя различные сочинения, создавая католические школы и пытаясь склонить восточных христиан к принятию григорианского календаря, что категорически отвергли Патриарх Константинопольский Иеремия II и Патриарх Сильвестр.
В таких условиях он привлёк к служению в Александрийском патриархате молодого учёного с Крита Мелетия Пигаса, получившего образование в Падуанском университете, с которым познакомился в 1574 году в Иерусалиме. Патриарх Сильвестр рукоположил его в диакона и священника и назначил своим преемником Сильвестра на Александрийской кафедре.
В правление Патриарха Сильвестра Египет посетили 2 русских посольства, доставившие пожертвования Александрийскому Патриархату И. Мишенина и Т. Коробейникова (1582-1583) и М. Огаркова и Т. Коробейникова (1593).